# Cetinovec
 Cetinovec  falu Horvátországban Krapina-Zagorje megyében. Közigazgatásilag Zlatarhoz  tartozik.

## Fekvése
Krapinától 16 km-re délkeletre, községközpontjától 2 km-re északnyugatra a Horvát Zagorje területén fekszik.

## Története
A településnek 1857-ben 125, 1910-ben 159 lakosa volt. Trianonig Varasd vármegye Zlatari járásához tartozott. 2001-ben 122 lakosa volt.

## Külső hivatkozások
- Zlatar hivatalos oldala
- Zlatar információs portálja